# ماری گل-من
ماری گل-من (به انگلیسی: Murray Gell-Mann) (۱۵ سپتامبر ۱۹۲۹ در منهتن در نیویورک – ۲۴ مه ۲۰۱۹)، فیزیک‌دان آمریکایی است که ۱۹۶۹، به‌پاس پیشنهاد فرمولی برای الگوی کوارک در ارتعاشات ذرات هادرونی، نوبل فیزیک گرفت.
او درحای که فقط ۲۲ سال داشت دکترایش را در سال ۱۹۵۱ میلادی از دانشگاه MIT گرفت و دوره پسادکترای خود را در دانشگاه پرینستون گذراند. وی از سال ۱۹۵۵ میلادی تا زمان بازنشستگی خود در سال ۱۹۹۳ میلادی استاد دانشگاه کَلتِک بود. مجموعه کارهای گلمن در دهه های ۵۰ تا ۷۰ میلادی به تحولات عظیمی در فیزیک ذرات بنیادی انجامید، چنانکه برخی از وی به نام پدر فیزیک ذرات بنیادی یاد می کنند.
موری گلمن و جورج تسوایگ هر کدام به طور جداگانه مدلی برای ذرات سازنده هادرون ها پیشنهاد کردند ولی گلمن بود که این ذرات بنیادی را کوارک نامید.